# Daughtery Peaks
Die Daughtery Peaks sind eine kleine Gruppe bis zu 2680 m hoher und schneefreier Berge im ostantarktischen Viktorialand. In den Southern Cross Mountains überragen sie die Südwand des Cosmonaut-Gletschers.
Der United States Geological Survey kartierte sie anhand eigener Vermessungen und Luftaufnahmen der United States Navy aus den Jahren von 1960 bis 1964. Das Advisory Committee on Antarctic Names benannte sie 1969 nach Franklin J. Daughtery (1930–1985), Flugzeugmechaniker der Flugstaffel VX-6 und Teilnehmer an sechs Kampagnen im Rahmen der Operation Deep Freeze.